# 小山水城
小山 水城（こやま みずき）は日本のシンガーソングライター。
イタリア人と結婚し、現在は結婚後の名前であるディサロ水城（伊: Disaro' Mizuki）名義で活動している。
2児の母で、長男はプロサッカー選手のディサロ燦シルヴァーノ。

## 人物
岐阜県大垣市生まれ。岐阜県立大垣北高等学校卒業。上智大学文学部中退。
幼少より音楽教師であった父の影響でピアノや歌に触れ、クラシック・演歌・ポップス等の手ほどきを受けて育つ。又スポーツにも才能を発揮し陸上競技（遠投）岐阜県大会で優勝。その後、小中高時代に両親の離婚再婚などの家庭環境を経、上京。上智大学に入学。
上智大学ジャズ研・早稲田大学理工学部swing・東京学芸大学ジャズ研でジャズピアノとヴォ―カルを始める。バーブラ・ストレイザンドに感銘を受けマーサ三宅・国分友里恵・本間勇輔らに師事。銀座サイゼリア新人ジャズヴォーカルコンテストグランドチャンピオン大会優勝をきっかけに都内JAZZ-CLUB・Hotel・ライブハウスで活躍。リチャード・パイン＆カンパニーやリッキー中山＆七福神(山本剛）らと共演する。
鳴瀬喜博が結成したファンクバンドCHAOSの女性リードボーカルとして、在学中からライブ活動やレコーディング活動（男性ヴォーカルは本間勇輔）に参加の傍ら、WARM(作曲・g;山本拓己、編曲・g;船守秀一、key;古川初穂、ds;鎌田清・b;ロドニードラマー他）でのボーカルと作詞で注目を集める。また、スタジオレコーディング活動として他アーティストのサポート・映画「あぶない刑事」やTVのサウンドトラックの挿入歌・J-waveのジングル等でも広く知られる。ヴォーカル講師としてもAMVOX  MUSIC  SCHOOL・Hot Music Schoolにて早くから歌手の育成にも関わりながら(中家ひとみ・大塚雄一・カルロス菅野、他）、日本コロムビアから「エンジェルス・ドリーム」にてソロデビュー。後，水城バンドとして活動、CD「ディスタント・ラバー」発売。
その他、小堺一機、松平健、研ナオコ、山岸ジュンシ&ボビー・ワトソン（Rufas&チャカ・カーン、クインシー・ジョーンズfamilyのベーシスト）Band、斉藤誠（桑田band）、森高千里、遠藤律子、福井友美、ポンキッキ―ズ、むし丸Q、アニソンのゲストボーカル・サポートヴォーカルに参加している。
別名義として「nana」、「みずき」、「ディサロ水城」、「piece of cake」がある。
一家はインテリスタ。

## アルバム
- Angel's dream(single:彼にはかなわない/Kiss me once again)(小山水城）
- Distant lover(みずき）

## 参加作品
1. BASS BAWL(鳴瀬喜博&CHAOS 1982年）
2. BASS QUAKE
3. STEPS（国分友里恵）
4. ミーハー（森高千里）
5. BLUE COAST INN（Twenty-one）/３.Two lovers point  8.雨降るWedding Day 10.Up Town Story
6. 愛に溢れて（遠藤律子with FRV)/7.だいすきなひと
7. NARUCHO　BEST（鳴瀬喜博）

サントラ「あぶない刑事」（1987年12月5日）
- 2.STILL OF THE NIGHT
- 5.TILL IT'S END(THE CITY LAW)
- 6.A MAN LIKE YOU(NEED A WOMAN LIKE ME)

サントラ「EARTHIAN(アーシアン)」(1988/7/24 Release) (TOSHIBA EMI/LD32-5080)プロデュース：濱田金吾
- 5.Secret Blue
- 9.Once

## 最新リリース
- https://itunes.apple.com/jp/artist/ディサロ水城/1444704757
- spotifyにて配信；ディサロ水城「真珠のように」